# Giải vô địch bóng đá U-19 Đông Nam Á 2008
Giải vô địch bóng đá U-19 Đông Nam Á 2008 (AFF U-19 Youth Championship 2008) được tổ chức tại Sân vận động Rajamangala, Thái Lan diễn ra từ ngày 5 tháng 8 đến ngày 11 tháng 8 năm 2008 do Liên đoàn bóng đá Đông Nam Á tổ chức. Tất cả các trận đấu diễn ra ở Sân vận động Rajamangala, Băng Cốc, Thái Lan. Tiền thân của Giải vô địch bóng đá U-19 Đông Nam Á là Giải vô địch bóng đá U-20 Đông Nam Á.

## Các đội tham dự
Tất cả các đội tham dự là đội tuyển trẻ, cầu thủ có độ tuổi không quá 19 (U-19):
- Úc
- Trung Quốc
- Hàn Quốc
- Thái Lan

## Vòng bảng
Bốn đội đấu vòng tròn một lượt tính điểm, hai đội đầu bảng tranh nhất nhì, hai đội còn lại tranh hạng ba.
|  | Đội bóng tranh nhất nhì |  | Đội bóng tranh giải ba |

Tất cả giờ đều ở múi giờ GMT+7.
| Đội        | Số trận | Thắng | Hòa | Thua | Bàn thắng | Bàn thua | Hiệu số | Điểm |
| ---------- | ------- | ----- | --- | ---- | --------- | -------- | ------- | ---- |
| Úc         | 3       | 2     | 1   | 0    | 5         | 2        | +3      | 7    |
| Hàn Quốc   | 3       | 2     | 1   | 0    | 2         | 0        | +2      | 7    |
| Thái Lan   | 3       | 1     | 0   | 2    | 4         | 3        | +1      | 3    |
| Trung Quốc | 3       | 0     | 0   | 3    | 1         | 7        | −6      | 0    |

| Hàn Quốc          | 1 – 0    | Thái Lan |
| ----------------- | -------- | -------- |
| Choi Jung-Han 55' | Chi tiết |          |

| Úc                          | 3 – 1    | Trung Quốc    |
| --------------------------- | -------- | ------------- |
| Lujic 6', 12' · Nichols 74' | Chi tiết | Phác Thành 4' |

| Hàn Quốc | 0 – 0    | Úc |
| -------- | -------- | -- |
|          | Chi tiết |    |

| Trung Quốc | 0 – 3    | Thái Lan                          |
| ---------- | -------- | --------------------------------- |
|            | Chi tiết | Jaroensuk 28', 74' · Thawikan 58' |

| Trung Quốc | 0 – 1    | Hàn Quốc        |
| ---------- | -------- | --------------- |
|            | Chi tiết | An Jung-Hun 53' |

| Thái Lan      | 1 – 2    | Úc                      |
| ------------- | -------- | ----------------------- |
| Jaroensuk 76' | Chi tiết | Nichols 52' · Elasi 61' |

## Vòng đấu loại trực tiếp

### Tranh hạng ba
| Thái Lan | 0 – 3    | Trung Quốc                        |
| -------- | -------- | --------------------------------- |
|          | Chi tiết | Đàm Dương 20', 52' · Dương Vũ 42' |

### Chung kết
| Úc                          | 0 – 0    | Hàn Quốc                                                |
| --------------------------- | -------- | ------------------------------------------------------- |
|                             | Chi tiết |                                                         |
| Loạt sút luân lưu           |          |                                                         |
| Ryall · Naidovski · Holland | 3 – 1    | Lee Chang-Ho · Park Jong-Woo · Yang Jun-A · Kim Jae-Min |

## Đội vô địch
| Vô địch cúp bóng đá U-19 Đông Nam Á 2008 Úc Lần đầu tiên |

## Giải thưởng
| Đội đoạt giải phong cách |
| Thái Lan                 |

## Cầu thủ ghi bàn
| 3 bàn: - Nirunrit Jaroensuk 2 bàn: - Milos Lujic - Mitch Nichols - Đàm Dương 1 bàn: - Nathan Elasi - Choi Jung-Han - An Jung-Hun - Phác Thành - Dương Vũ - Kroekrit Thawikan |